# Afrikaanse Taalmonument

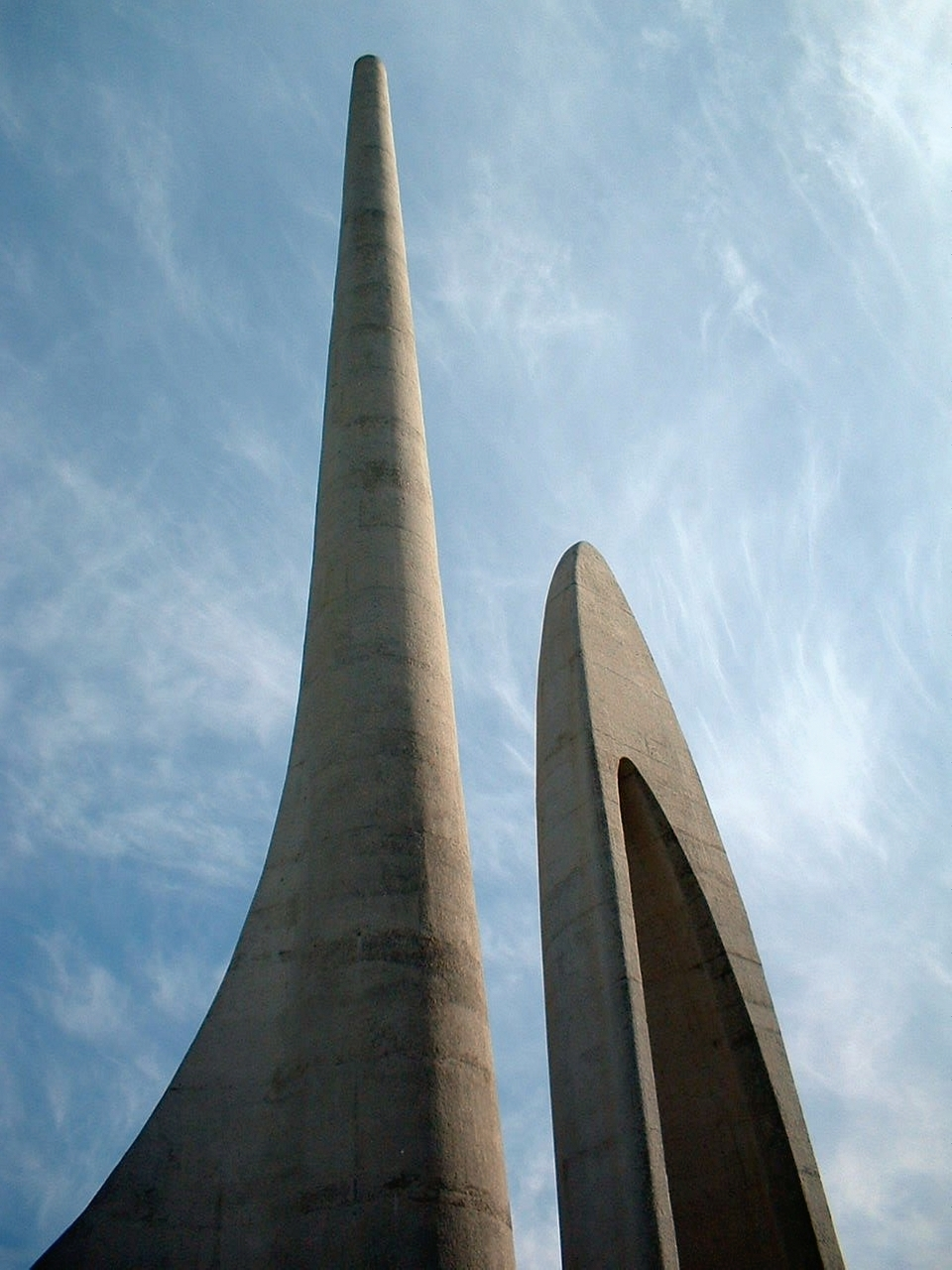
Obelisken des Denkmals in Paarl

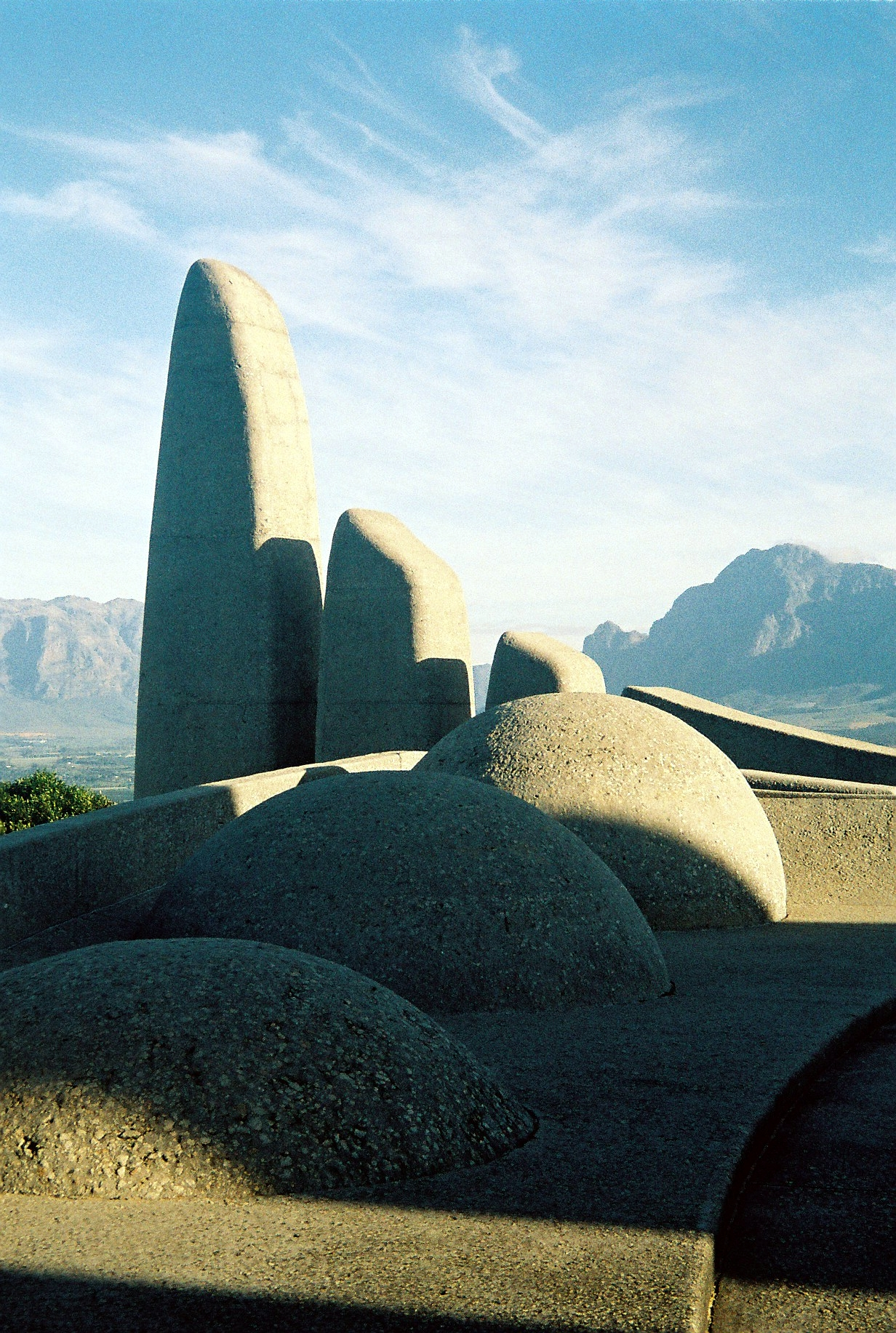
Elemente des Monuments

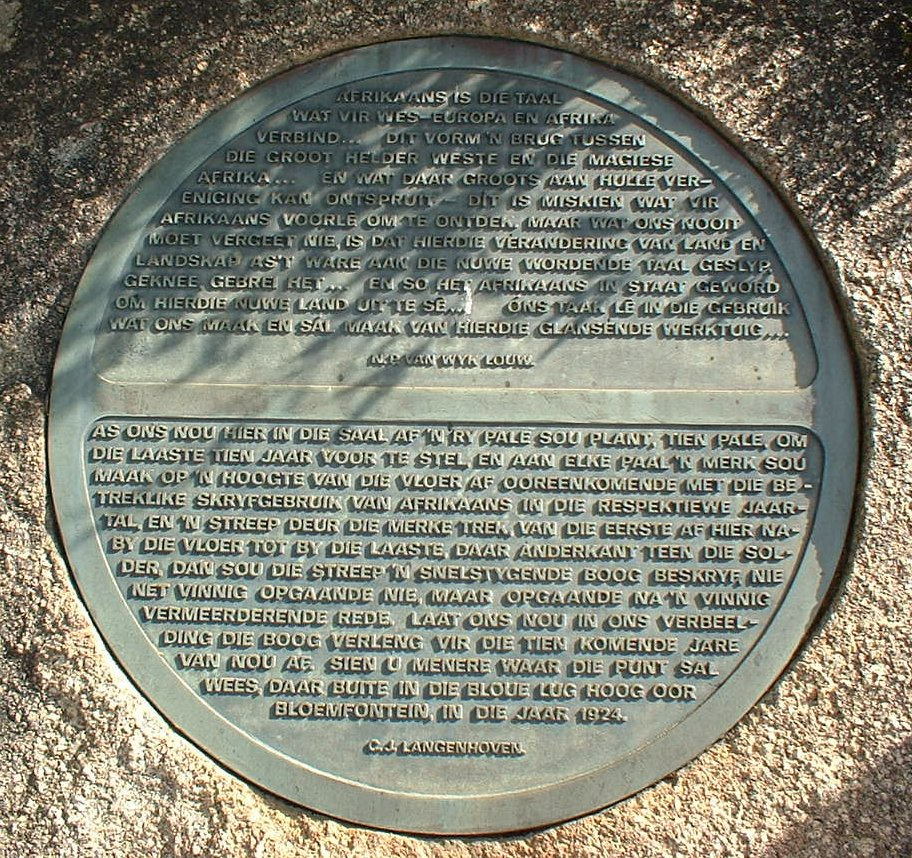
Plakette am Eingang

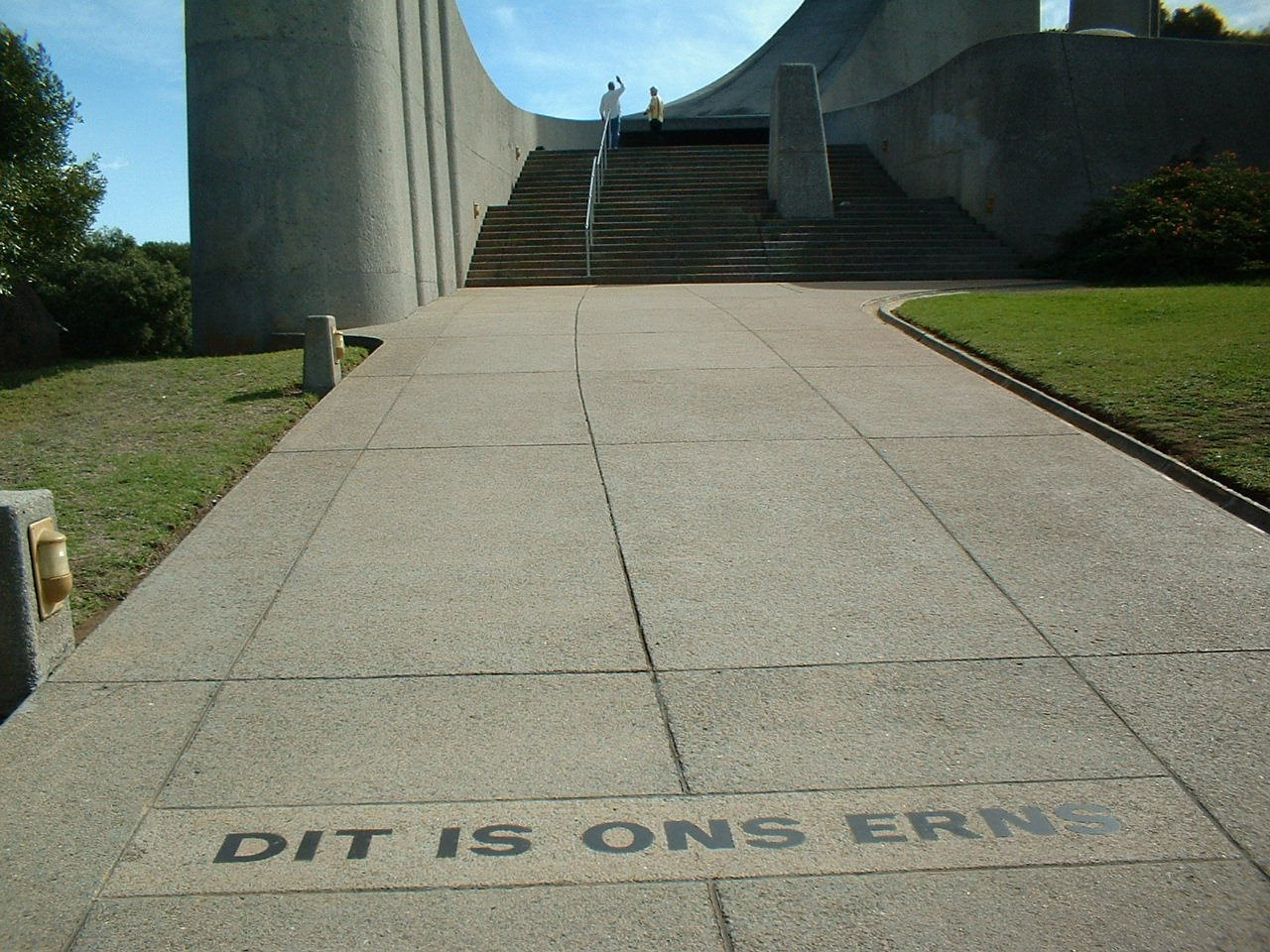
„Dit is ons Erns“

Das Afrikaans-Sprachdenkmal (afrikaans Afrikaanse Taalmonument) ist ein Denkmal in Südafrika, das der Sprache Afrikaans gewidmet ist. Es befindet sich auf einem Hügel oberhalb des Teachers’ Training College in dem Ort Paarl, der in der Provinz Westkap (Western Cape) in der Nähe von Kapstadt liegt. Erbaut 1975, erinnert es an das Jahrhundert des Afrikaans, das 1925 offiziell zur eigenen Sprache erklärt wurde und die niederländische Sprache als Staatssprache in der damaligen Südafrikanischen Union ablöste. Das Denkmal besteht aus verschiedenen sich zuspitzenden konvexen und konkaven Strukturen und symbolisiert Einflüsse unterschiedlicher Sprachen und Kulturen auf das Afrikaans selbst, sowie auf die politischen Entwicklungen in Südafrika:
- heller Westen – das europäische Erbe der Sprache
- magisches Afrika – der Einfluss des afrikanischen Kontinents auf die Sprache
- die Brücke – zwischen Europa und Afrika
- Afrikaans – die Sprache selbst
- Republik – erklärt 1961
- Malaiische Sprache und Kultur

Auf einer großen Plakette am Eingang liest man zwei Inschriften von bekannten Dichtern des Afrikaans:
- Afrikaans is die taal wat vir Wes-Europa en Afrika verbind … Dit vorm ’n brug tussen die groot helder Weste en die magiese Afrika … En wat daar groots aan hulle vereniging kan ontspruit – dit is miskien wat vir Afrikaans voorlê om te ontdek. Maar wat ons nooit moet vergeet nie, is dat hierdie verandering van land en landskap as't ware aan die nuwe wordende taal geslyp, geknee, gebrei het … En so het Afrikaans in staat geword om hierdie nuwe land uit te sê … Ons taak lê in die gebruik wat ons maak en sal maak van hierdie glansende werktuig … (N. P. van Wyk Louw)

„Afrikaans ist die Sprache, die Westeuropa und Afrika verbindet … Es bildet eine Brücke zwischen dem großen glänzenden Westen und dem magischen Afrika … Und was an Großem aus dieser Verbindung entstehen mag – das ist möglicherweise, was vor uns Afrikaanern liegt, um entdeckt zu werden. Aber was wir nie vergessen dürfen, ist, dass diese Änderung des Landes und der Landschaft diese neu entstehenden Sprache geschärft, geknetet und gestrickt hat … Und so wurde Afrikaans fähig, von innen heraus von diesem neuen Land zu sprechen … Unsere Aufgabe liegt im Gebrauch, den wir von dieser glänzenden Gabe machen werden …“
- As ons nou hier in die saal af ’n ry pale sou plant, tien pale, om die laaste tien jaar voor te stel, en aan elke paal ’n merk sou maak op ’n hoogte van die vloer af ooreenkomende met die betreklike skryfgebruik van Afrikaans in die respektiewe jaartal, en ’n streep deur die merke trek van die eerste af hier naby die vloer tot by die laaste daar anderkant teen die solder, dan sou die streep ’n snelstygende boog beskryf, nie net vinnig opgaande nie, maar opgaande na ’n vinnig vermeerderende rede. Laat ons nou in ons verbeelding die boog verleng vir die tien komende jare van nou af. Sien u menere waar die punt sal wees, daar buite in die bloue lug hoog oor Bloemfontein, in die jaar 1924. (C. J. Langenhoven)

„Wenn wir jetzt eine Reihe der Pfeilern entlang dieser Saals errichten, zehn Pfeiler, um die letzten zehn Jahre darzustellen, und auf jedem dieser Pfeiler eine Markierung anbringen, die dem relativen schriftlichen Gebrauch von Afrikaans im jeweiligen Jahr entspricht, und wenn wir eine Linie von der ersten Markierung hier nahe am Fußboden zur letzten dort gerade unterhalb der Decke ziehen, dann würde diese Linie einen schnell ansteigenden Bogen beschreiben, und nicht nur schnell steigend, sondern auch steigend in einem immer schnelleren Maße. Lassen Sie uns jetzt, in unserer Phantasie, diesen Bogen für die nun kommenden zehn Jahre verlängern. Sehen Sie, liebe Gäste, wo der Punkt sein wird, dort draußen im blauen Himmel hoch über Bloemfontein, im Jahr 1924.“
Der Satz „DIT IS ONS ERNS“ (etwa: „Es ist uns ernst“) ist auf dem zum Denkmal führenden Weg eingraviert.

## Andere Monumente
Das erste Afrikaanse Taalmonument wurde schon 1893 in Burgersdorp eingeweiht, um die erwünschte Anerkennung des Afrikaans voranzutreiben. Im Zweiten Burenkrieg verschwand es auf ungeklärte Weise und wurde erst 1939 beschädigt in King William’s Town wiedergefunden. Bereits 1907 hatte allerdings die britische Regierung Südafrikas eine Replik des Originals aufstellen lassen.
Heute steht das Original wieder an seinem ursprünglichen Platz; die Nachbildung steht im Foyer der städtischen Bibliothek.